# Никтоцереус
Никтоцереус (лат. Nyctocereus) — монотипный род суккулентных растений семейства Кактусовые (Cactaceae), произрастающий на территории Мексики. На 2023 год, включает один вид — Nyctocereus serpentinus.

## Описание
Nyctocereus serpentinus — быстрорастущий, стройный, столбчатый кактус, который часто растет группами. Сначала он стоит прямо, но может «карабкаться» и, в конце концов, наклоняется и растягивается. Стебель змеевидный, темного цвета, цилиндрический, длиной 3-6 м и диаметром 2,5-5 см. Ребер в количестве от 10 до 17, ареолы имеют белую шерсть.

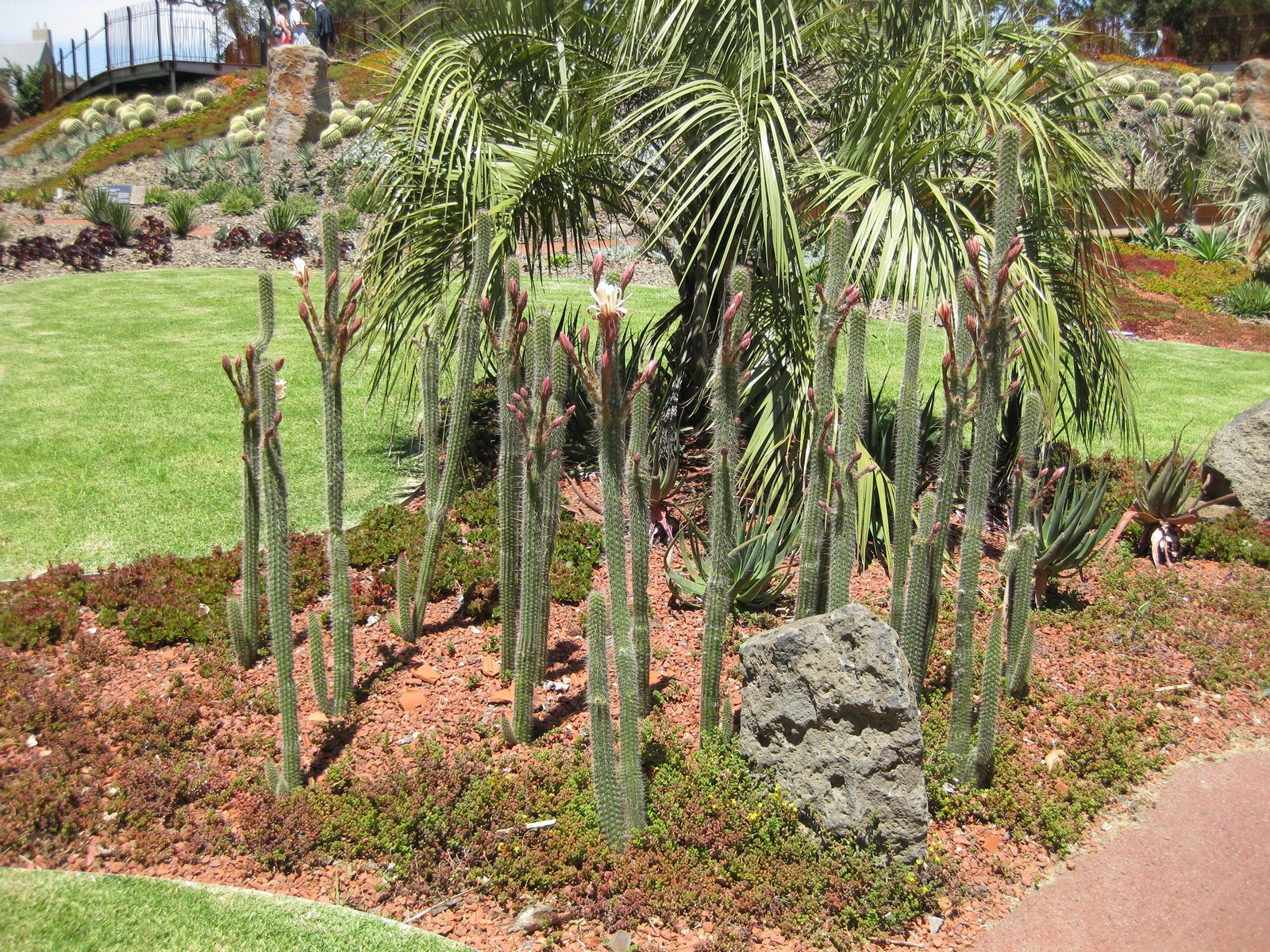
Змеевидный стебли

В достаточно взрослом возрасте имеет большие ночные цветки воронкообразной формы, белые с розоватыми внешними сегментами и размером от 15 до 20 см в длину (15 см в диаметре). Околоплодник и цветки имеют щетинки. Плоды 4-6 см длиной, красные, яйцевидные, колючие, съедобные. Семена черные, длиной 5 мм.

## Распространение
Природный ареал — Мексика. Интродуцирован в ЮАР и Австралии. Произрастает в основном в сезонно засушливом тропическом биоме.

## Таксономия
Nyctocereus (A.Berger) Britton & Rose, первое упоминание в Contr. U.S. Natl. Herb. 12: 423 (1909).

### Виды
По данным сайта Plants of the World Online на 2023 год, род включает один подтвержденный вид:
- Nyctocereus serpentinus (Lag. & Rodr.) Britton & Rose